# Ochjamuri
Ochjamuri (en georgiano: ოჩხამური) es un asentamiento urbano de Georgia ubicado en el noroeste de la República Autónoma de Ayaria, siendo parte del municipio de Kobuleti.

## Geografía
Ochjamuri se encuentra a orillas del río Ochjamuri, a 10 kilómetros de Kobuleti. 

## Historia
La campaña de colectivización soviética de las décadas de 1920 y 1930 convirtió a este pueblo en parte de un área agrícola subtropical más grande. Una koljós de té creado en Ochjamuri provocó una afluencia de inmigrantes que aumentó significativamente la población del asentamiento. En 1954, el pueblo recibió el estatus de asentamiento de tipo urbano (daba).

## Demografía
La evolución demográfica de Ochjamuri entre 1959 y 2014 fue la siguiente:
| 3803                                            | 3673 | 4322 | 5008 | 5026 | 5355 |
| (Fuente: Population of Georgia in Soviet times) |      |      |      |      |      |

Según el último censo del año 2014, el pueblo tenía una población de aproximadamente 5355 habitantes, mayoritariamente georgianos.
|              | 2014      | 2014       |
| Grupo étnico | Población | Porcentaje |
| ------------ | --------- | ---------- |
| Georgianos   | 5125      | 95,70%     |
| Armenios     | 100       | 1,87%      |
| Rusos        | 99        | 1,85%      |
| Total        | 5355      | 100%       |

## Infraestructura

### Educación
Hay una escuela pública en el municipio.

### Transporte
Ochjamuri cuenta con el servicio de la línea ferroviaria Batumi-Samtredia.